# San Giustino
San Giustino är en ort och kommun i provinsen Perugia i regionen Umbrien i Italien. Kommunen hade 11 227 invånare (2018).